# Trương Tuần

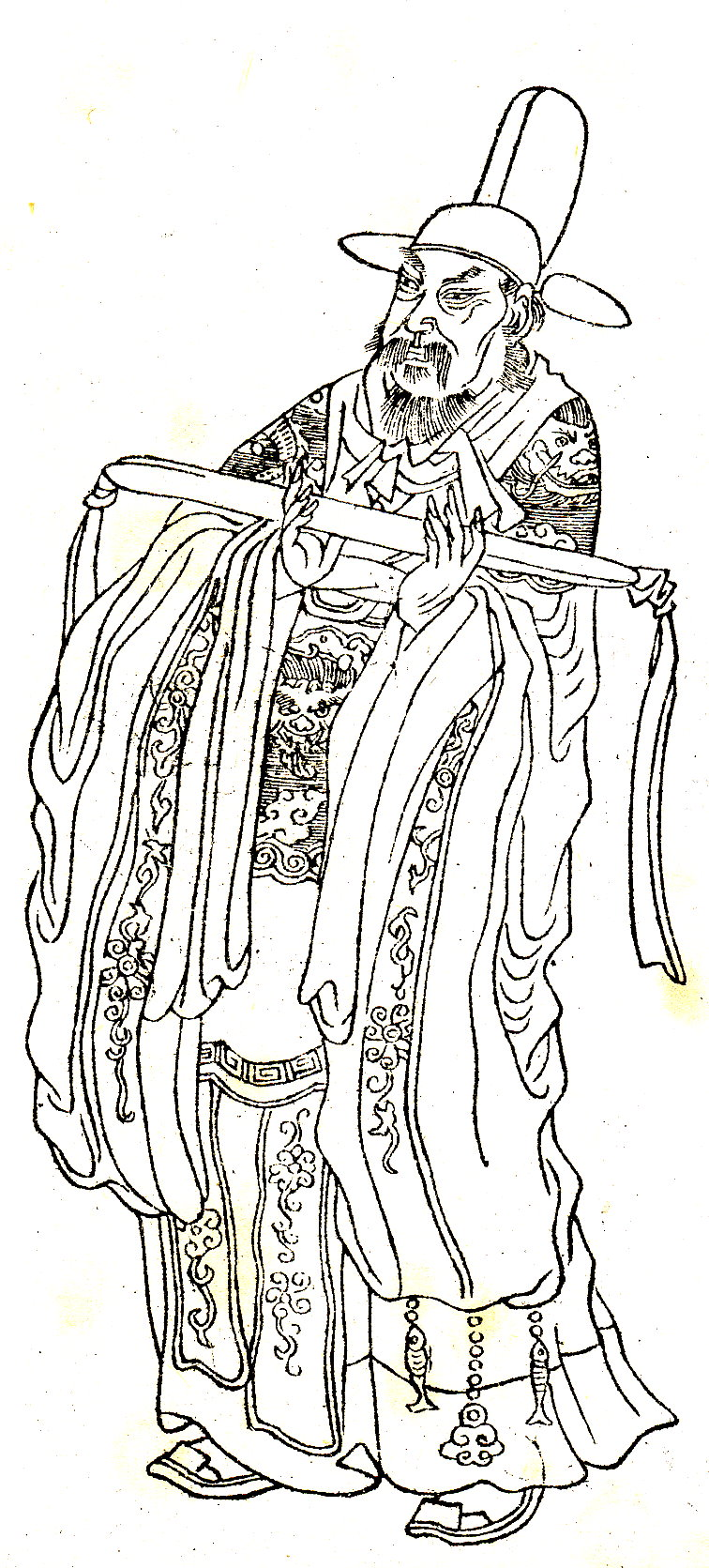
Trương Tuần

Trương Tuần (chữ Hán: 張巡; 709-757) là tướng nhà Đường trong lịch sử Trung Quốc. Ông tham gia cuộc chiến chống loạn An Sử giữa thế kỷ 8, nổi danh trong trận Tuy Dương vì tinh thần tận trung với nhà Đường, quyết chiến tới cùng với loạn quân.
Ông là 1 trong 41 công thần được thờ tại Đế vương miếu (历代帝王庙) được nhà Minh, nhà Thanh xây dựng, trong đó thờ những vị quan văn, võ tướng được đánh giá là tài năng và tận trung nhất qua các triều đại.

## Xuất thân
Trương Tuần người Nam Dương, Trịnh châu (Nay thuộc Hà Nam (Trung Quốc). Ông thi đỗ tiến sĩ cuối niên hiệu Khai Nguyên thời Đường Minh Hoàng. Trong gia đình, anh ông cũng là người giỏi văn học, học vấn uyên thâm.
Trương Tuần được giữ chức huyện lệnh Trấn Nguyên, được đánh giá là người có phong độ hào sảng, trọng khí tiết, giỏi binh pháp.

## Chống An Sử

### Cố thủ ở Ung Khâu
Năm 755, An Lộc Sơn khởi binh làm phản nhà Đường từ Ngư Dương. Thủ hạ của Lộc Sơn là Trương Thông Ngộ mang quân tấn công Hà Nam, vây hãm đất Tống và đất Tào. Thái thú Tiêu quận là Dương Vạn Thạch đầu hàng An Lộc Sơn, buộc Trương Tuần phải mang quân ra phía tây đón rước Trương Thông Ngộ.
Nhưng Trương Tuần không nghe lệnh đó. Ông đi đến Trấn Nguyên bèn khởi binh chống lại An Lộc Sơn. Ông chiêu mộ binh lính được hơn 1000 người, củng cố thành trì phòng thủ.
Sang năm 756, lực lượng quân An Lộc Sơn càng mạnh, nhiều đất đai nhà Đường bị chiếm. Lộc Sơn tự xưng là Yên Đế. Huyện lệnh Ung Khâu là Lệnh Hồ Triều muốn hàng Yên nhưng quân sĩ không theo. Hồ Triều bèn trói hơn 100 người kháng lệnh lại, nhưng đúng lúc đó quân Yên tới đánh. Lệnh Hồ Triều bất đắc dĩ phải mang quân ra chống cự. Những người bị trói dùng mưu thoát được ra bèn đóng cửa thành không cho Hồ Triều về. Trương Tuần nhân tình hình đó bèn mang quân bản bộ tới chiếm giữ thành Ung Khâu. Dù từng quen biết Lệnh Hồ Triều nhưng Trương Tuần vẫn giết cả nhà Lệnh Hồ Triều để tỏ ý không cùng đứng. Hồ Triều bèn đi hàng Yên, dẫn quân Yên tới đánh thành.
Quân Yên sắp kéo đến, trong thành hoang mang. Trương Tuần bàn với mọi người:
Phản quân biết trong thành thưa người, sẽ có ý coi thường quân ta. Ta nên nhân lúc chúng không để ý, bất ngờ phản công thì sẽ thắng lợi
Ông phái 1000 người lên mặt thành chống giữ, còn mình mang quân còn lại ra đánh úp quân Yên, tự mình đi đầu xông trận. Quân Yên bị đánh bất ngờ, bị giết khá nhiều, phải lùi ra xa.
Lệnh Hồ Triều đến dưới chân thành dụ hàng ông, khuyên ông nên biết thời thế theo vua mới nhưng bị ông cự tuyệt.
Lệnh Hồ Triều trưng thu gạo và muối, dùng hàng trăm chiếc thuyền chở đến gần Ung Khâu. Đêm hôm đó Trương Tuần điều một toán quân thiện chiến ra tập kích bờ sông, cướp gạo và muối, số còn lại không mang đi được thì thiêu hủy hết.
Sáng sớm hôm sau, Lệnh Hồ Triều mang mấy trăm thang mây đến đánh thành. Trương Tuần cho chất gỗ to lên mặt thành rồi tẩm dầu đốt, quân Yên không dám lại gần. Hai bên giằng co qua lại trên mặt thành, quân Đường trong thành bắn ra giết được khá nhiều quân Yên.
Nhưng quân Yên có số đông, sau hơn 1 tháng thì trong thành hết tên. Trương Tuần bèn hạ lệnh cho quân sĩ làm hơn 1000 hình nộm cho mặc quần áo đen, đến đêm dòng dây thả xuống. Quân Yên trong đêm tối nhìn không rõ tưởng là quân Đường xuất kích bèn cho bắn tên ngăn chặn, đến gần sáng mới biết là bị lừa. Trương Tuần thu hình nộm về, được hàng vạn mũi tên.
Sau đó Trương Tuần tương kế tựu kế chọn ra 500 người, đêm tối lại ra ngoài thành. Quân Yên nghĩ rằng Trương Tuần lặp lại việc dùng hình nộm nên cười nhạo coi thường. Bất thần 500 quân cảm tử xông tới đánh giết, đốt phá doanh trại quân Yên. Kết quả quân Yên bị thiệt hại hơn ngàn người.
Lệnh Hồ Triều bèn tăng quân bao vây thành Ung Khâu. Nhưng kết quả sau hơn 40 ngày vẫn không hạ được thành.
Lúc đó tại mặt trận phía tây, An Lộc Sơn đã đánh chiếm được kinh thành Trường An, Đường Huyền Tông phải bỏ chạy vào đất Thục (Tứ Xuyên). Lệnh Hồ Triều nhân đó viết thư dụ hàng thành Ung Khâu. Có sáu người trong thành dao động khuyên Trương Tuần nên theo thời thế.
Trương Tuần giả cách đồng ý đầu hàng. Hôm sau ông sai thủ hạ treo hình vua Đường lên, cùng các tướng sĩ bái lạy, rồi sai thủ hạ lôi 6 người bàn đầu hàng ra chém để xốc lại tinh thần quân sĩ.
Thành bị vây hãm lâu ngày khá nguy cấp. Trương Tuần giả cách phao tin trong thành muốn dời đi nơi khác, yêu cầu Lệnh Hồ Triều lui 2 xá. Lệnh Hồ Triều đồng ý làm theo. Trương Tuần bèn cho người ra ngoài chặt đốn cây cối mang về củng cố phòng thủ trong thành. Hồ Triều mang quân trở lại trách ông nói dối. Ông lại ra điều kiện với Hồ Triều cần 30 ngựa tốt thì sẽ đi nơi khác. Hồ Triều cũng đáp ứng.
Trương Tuần được ngựa bèn phân phát cho tướng sĩ. Hôm sau Hồ Triều đến hỏi ông sao không dời đi. Trương Tuần thác cớ các tướng dưới quyền không chịu nghe theo. Hồ Triều tức giận bèn mang quân đánh thành. Trương Tuần bèn sai 30 kị binh dùng ngựa mới khỏe bất ngờ xông ra ngoài thành bắt sống được 14 tướng Yên, giết hơn 100 quân Yên. Lệnh Hồ Triều sợ hãi phải lui binh.
Sau đó Lệnh Hồ Triều mang quân trở lại vây hãm nhưng không kết quả. Chiến sự kéo dài 4 tháng. Trương Tuần chỉ có hơn 1000 người nhưng luôn thắng được hơn 1 vạn quân Yên khiến tiếng tăm của ông lừng lẫy ở Hà Nam. Tiết độ sứ Hà Nam nghe tiếng bèn phong làm Tiên phong sứ.
Lệnh Hồ Triều được lệnh phải chiếm cho được Ung Khâu, lại là thành cũ, nên quyết chí công phá. Hồ Triều điều hơn 1 vạn quân tới vây hãm Kỷ châu phía bắc Ung Khâu để cắt đường cứu viện. Trương Tuần có ít quân, lương thực lại gần hết. Tướng Yên là Dương Triều Tông lại mang 2 vạn quân vây đánh Ninh Lăng, cắt đứt nốt con đường ra ngoài cuối cùng của Trương Tuần. Trong tình thế đó ông buộc phải bỏ thành Ung Khâu, đến hội quân với thái thú Tuy Dương là Hứa Viễn, vận động Hứa Viễn cùng đến cứu Ninh Lăng.

### Tử thủ ở Tuy Dương

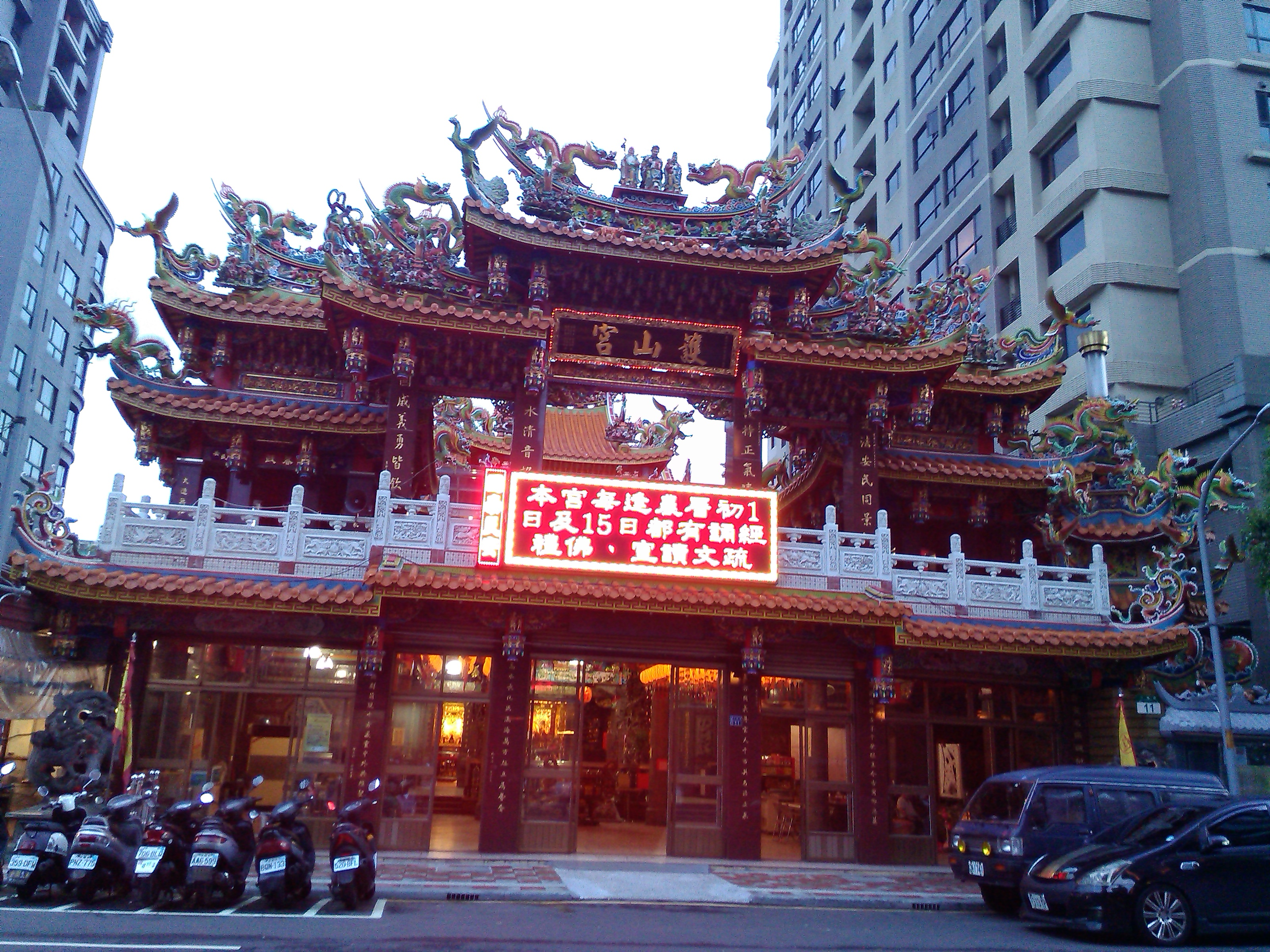
Bắc Hộ cung, miếu thờ Trương Tuần tại Đài Bắc, Đài Loan.

Hứa Viễn đồng tình với Trương Tuần. Hai người họp binh, phái bộ tướng Lôi Vạn Xuân, Nam Tễ Vân làm tiên phong đi cứu Ninh Lăng, giết hơn 1 vạn quân Yên khiến nước sông không chảy được. Dương Triều Tông nhân lúc đêm tối trốn thoát. Đường Huyền Tông nghe tin thắng trận bèn phong Trương Tuần làm Tiết độ phó sứ Hà Nam, Hứa Viễn làm Thị ngự sử.
Tuy Trương Tuần và Hứa Viễn thắng trận nhưng các thành trì khác ở Hà Nam đều đã lọt vào tay quân Yên, chỉ còn Tuy Dương của Hứa Viễn. Tướng Yên là Doãn Tử Kỳ thám thính biết tin Trương Tuần định đánh úp Trần Lưu bèn mang 13 vạn quân vây đánh Tuy Dương.
Trong thành Tuy Dương, Hứa Viễn trao cho Trương Tuần việc binh, bản thân mình làm việc hậu cần. Hai người thành tâm cộng tác chống Yên. Trương Tuần nhân một đêm tối không trăng, hạ lệnh cho quân sĩ giong trống mở cờ giả cách muốn ra đánh. Doãn Tử Kỳ vội cho quân ra cự địch thì Trương Tuần lại rút vào. Quân Yên thấy quân Đường rút vào thành bèn tản đi. Lúc đó Trương Tuần mới sai bộ tướng Nam Tề Vân ra tập kích, chém tướng dưới cờ, bắt sống 60 người, giết hơn vạn quân Yên.
Trương Tuần muốn bắn chết Doãn Tử Kỳ nhưng không biết Tử Kỳ đi đâu, bèn lập kế cho quân sĩ dùng cành sậy làm mũi tên, bắn sang quân Yên. Quân Yên cho rằng quân Đường đã hết tên, bèn báo cho Tử Kỳ biết. Tử Kỳ bèn đích thân đến trước thành khiêu chiến. Nam Tề Vân nhận ra đúng mặt Tử Kỳ bèn giương cung bắn một phát trúng mắt trái Tử Kỳ. Tử Kỳ đau quá nằm rạp xuống ngựa tháo chạy. Trương Tuần xua quân ra đánh, giết được rất nhiều quân Yên.
Trong thành Tuy Dương lúc đó có 6 vạn hộc lương nhưng trong tình trạng bị bao vây ngặt nghèo. Giữa lúc đó Quắc vương Lý Cự hạ lệnh điều 3 vạn hộc lương cho Bộc Dương và Tế Âm. Hứa Viễn không đồng ý chuyển lương đi vì cần cho việc phòng thủ. Lý Cự không nghe, ép phải chuyển lương cho Tế Âm. Tướng giữ Tế Âm sau khi được 3 vạn hộc lương lại đầu hàng Doãn Tử Kỳ.
Tử Kỳ bị chột mắt trái, mang quân trở lại đánh Tuy Dương lần thứ 3. Trương Tuần cố thủ kiên cường trong thành, nhiều lần đẩy lui được quân Yên. Nhưng sau đó trong thành hết lương. Nhân dân trong thành phải ăn cả vỏ cây, nhiều quân sĩ bị chết đói, chỉ còn lại vài trăm người ốm yếu. Trương Tuần phải giết cả người thiếp yêu lấy thịt cho quân sĩ ăn, sau đó luân phiên tới ăn thịt người già, ăn thịt trẻ con; tất cả hơn 2 vạn dân trong thành bị giết làm lương cho quân sĩ.
Trong tình thế nguy cấp, Trương Tuần phái mãnh tướng Nam Tề Vân cảm tử phá vòng vây ra ngoài cầu viện. Lúc đó Hứa Thúc Ký đóng quân ở Tiêu quận, Thượng Hoành đóng quân ở Bành Thành đều không chịu ra quân cứu Tuy Dương. Nam Tề Vân phải quay sang Lâm Hoài cầu viện Hạ Lan Tiến Minh. Tiến Minh cũng chỉ muốn cố thủ không đi cứu, chỉ mở tiệc đãi Nam Tề Vân. Nam Tề Vân phẫn uất, khóc chặt một ngón tay để lại rồi bỏ đi.
Nam Tề Vân trở lại Ninh Lăng chiêu mộ được 3000 quân, lại phá vây vào thành. Quân sĩ đụng độ với quân Yên bị chết khá nhiều, chỉ còn lại 1000 người lọt được vào trong thành Tuy Dương. Doãn Tử Kỳ từ khi thấy Nam Tề Vân đi thoát, đoán sẽ có viện binh đến cứu nên ngày đêm lo phòng thủ; nhưng sau đó thấy Nam Tề Vân một mình cùng vài ngàn quân trở lại, biết là Tuy Dương sẽ không được cứu viện, càng siết chặt vòng vây.
Các tướng khuyên Trương Tuần phá vây đi về phía đông nhưng ông nói:
Tuy Dương là phên dậu của Giang Hoài, nếu ta bỏ thành này đi thì quân địch sẽ thừa cơ xuống phía nam, Giang Hoài hỏng mất. Huống chi hiện nay chúng ta chỉ là những người nhịn đói, khó mà đánh nổi. Ta chắc rằng ra khỏi thành là chết, chi bằng chết cùng thành.
Hứa Viễn cũng tán thành với ý kiến của ông. Quân Yên công phá, Trương Tuần vẫn dốc sức ứng chiến. Mỗi lần ra trận, Trương Tuần nổi giận dữ, mắt mở to rách khóe, hai hàm răng nghiến chặt lại với nhau tới mức răng bị gãy.
Thành Tuy Dương sức cùng lực kiệt, đến tháng 10 năm 757 bị quân Yên hạ. Trương Tuần cùng Hứa Viễn và Nam Tề Vân đều bị bắt sống. Doãn Tử Kỳ không tin Trương Tuần ra trận nghiến răng tới mức gãy răng, bèn sai quân dùng đại đao cạy miệng ông ra xem, thì quả nhiên thấy chỉ còn 3 chiếc răng.
Doãn Tử Kỳ khuyên ông đầu hàng, Trương Tuần nói lớn: "Nam Bát, nam nhi như ngươi, không thể chịu khuất mà làm việc bất nghĩa." Nam Tễ Vân cười đáp: "Vốn đã muốn làm như vậy, nay lại có lời của ngài, nào dám không chết?". Rồi bất khuất mà chết.
Trừ Hứa Viễn bị giải về Lạc Dương, còn lại Trương Tuần, Nam Tễ Vân, Lôi Vạn Xuân cùng 25 viên tướng từng thắng trận ở Ninh Lăng là Thạch Thừa Bình, Lý Từ, Lục Nguyên Hoàng, Chu Khuê, Tống Nhược Hư, Dương Chấn Uy, Cảnh Khánh Lễ, Mã Nhật Thăng, Trương Duy Thanh, Liêm Thản, Trương Trọng, Tôn Cảnh Xu, Triệu Liên Thành, Vương Sâm, Kiều Thiệu Tuấn, Trương Cung Mặc, Chúc Trung, Lý Gia Ẩn, Địch Lương Phụ, Tôn Đình Kiểu, Phùng Nhan (4 người không rõ danh tính) đồng tuẫn nạn ở Tuy Dương.

## Ghi công
Triều đình nhà Đường nghe tin Trương Tuần chết cùng thành Tuy Dương, Đường Túc Tông bèn sai triều thần luận công ông. Có người vì việc ông đã giết người ăn thịt nên đề nghị không nên ghi công, nhưng những người khác cho rằng nên ghi nhận gương cảm tử tiết liệt của ông. Cuối cùng Đường Túc Tông truy phong ông làm Đại đô đốc Dương châu. Người dân Tuy Dương lập miếu thờ Trương Tuần, đến nay vẫn còn lưu giữ được.
Sau loạn An Sử, Đường Đức Tông cho vẽ hình Trương Tuần, Hứa Viễn, Nam Tễ Vân, đưa vào thờ trong Lăng Yên các. Nam Tễ Vân được phong làm Khai phủ nghi đồng tam tư, lại tặng Dương Châu đại đô đốc. Con trai là Thừa được kế tự.
Trương Tuần chỉ có hơn 1000 người, chống chọi được hơn 10 vạn quân Yên, cầm chân quân Yên hơn 1 năm, ngăn không cho quân Yên tiến xuống Giang Hoài, được xem là người có công lao lớn trong việc bình định loạn An Sử.

## Tác phẩm
Trương Tuần để lại bài thơ Thủ Tuy Dương tác, nói về việc tử thủ ở thành Tuy Dương như sau:
Tiến chiến xuân lai khổ
Cô thành nhật tam nguy
Nhật vi như nguyệt vựng
Phân thủ nhược ngư ly
Lũ yếm hoàng trần khởi
Thời tương bạch vũ duy
Lý thương do xuất trận
Ẩm huyết cánh đăng bì
Trung nghĩa ưng nan địch
Kiên trinh lượng bất di
Vô nhân báo thiên tử
Tâm kế dục hà thi?
Dịch:
Tiếp chiến quân qua khổ
Thành côi sức đã hao
Vòng vây trăng tỏa ánh
Quân giữ cá trong ao
Bụi bốc ghê lang sói
Cờ vung tỏ lược thao
Ôm thương ra trận tiếp
Uống máu tới tường cao
Trung nghĩa vốn khôn địch
Kiên trinh quyết chẳng nao
Không ai người báo chúa
Kế sách biết làm sao?
Bài thơ này được sử gia Trung Quốc là Triệu Kiếm Mẫn đánh giá như sau:
"Bài thơ này rất thảm liệt, rất lạnh lùng, nói lên chí khí của bậc nam tử, nói lên tâm ý của bậc vĩ nam tử, thể hiện một quả tim báo nước nóng bỏng"
Bài thơ Chính khí ca của Văn Thiên Tường cũng nhắc tới tấm gương trung nghĩa của Trương Tuần:
Đầu Nghiêm thách trước giặc
Máu Kê trên áo vua
Răng Trương công chửi địch
Lưỡi Kiều Khanh mắng thù.
...Khi ấy tràn ngập tới
Oai nghiêm muôn thuở còn
Khi đã vượt nhật nguyệt
Sống thác chuyện con con!